# Ivan Östholm
Ivan Östholm, född 23 april 1918 i Västanfors, död 4 april 2010 i Göteborg, var en svensk apotekare och forskningsledare. 
Ivan Östholm utbildade sig till apotekare med farmacie kandidatexamen 1942 och apotekarexamen 1946. Han anställdes därefter på Apotekarsocietetens forsknings- och utvecklingsavdelning. Han var forskningschef 1954–1978 på det av Astra köpta Hässle AB i Mölndal. Där byggde han upp forskningen genom samarbete med universitetsforskare, främst forskare vid Göteborgs universitet och vid Farmaceutiska fakulteten vid Uppsala universitet.
Flera av de projekt som startades under hans ledning blev mycket framgångsrika och bidrog till Astras utveckling. De viktigaste var betablockerare (Aptin, Seloken), kalciumantagonister (Plendil), protonpumpshämmare (Losec) och depåtabletter (Duretter, ZOK).
Magsårsmedicinen Losec patenterades 1992 som ett resultat av ett långvarigt utvecklingsarbete, som startade redan 1966. Viktiga medarbetare i arbetet var bland andra kirurgen Lars Olbe och farmakologen Sven Erik Sjöstrand, som tog över ansvaret för magsårsprojektet sommaren 1972. Astras styrelse beslöt fem gånger att lägga ned projektet, innan det efter 21 års arbete började ge resultat. 
Efter sin pensionering ledde han 1983–1986 uppbyggnaden av Astras forskningslaboratorium i Bangalore i Indien.
Ivan Östholm fick 1998 regeringens belöningsmedalj Illis quorum meruere labores av 8:e storleken i guld.
Han var gift med Birgitta Östholm. Ivan Östholm är begravd på Råda kyrkogård i Mölnlycke.